# Helena Springs
Helena Lisandrello, connue professionnellement sous le nom de Helena Springs, est une chanteuse autrice et compositrice américaine née le 16 novembre 1955 à Hollywood en Californie.
Choriste de Bob Dylan en 1978 et 1979, elle est créditée sur ses albums Street-Legal (1978), Bob Dylan at Budokan (1978) et Slow Train Coming (1979). Elle co-écrit avec lui dix-neuf chansons. Elle a ensuite travaillé aux côtés de David Bowie et Mick Jagger, Bette Midler, Pet Shop Boys et Elton John. 
Arista Records a publié ses albums solo Helena en 1986 et New Love en 1987, ainsi que plusieurs singles. 

## Carrière
Helena Louise Springs naît le 16 novembre 1955, à Hollywood. En 1978, à l'âge de 22 ans, elle rejoint le groupe de Bob Dylan en tant que choriste se produisant tout au long de ses tournées de 1978 et 1979,. Elle ne connait pas Dylan avant qu'il ne l'auditionne et que travailler avec lui soit son « premier concert majeur ». Elle apparaît sur les albums Street-Legal (1978), Bob Dylan at Budokan (1978) et Slow Train Coming (1979), ainsi que sur la compilation The Bootleg Series Vol. 13: Trouble No More 1979-1981 (2017). 
Pendant ces années, Helena Springs coécrit avec Bob Dylan dix-neuf chansons (vingt-deux à ses dires, mais elle n'est pas créditée sur les trois autres). Cette collaboration débute à Brisbane en mars 1978, avec If I Don't Be There by Morning et Walk Out in the Rain, puis Stop Now, trois morceaux enregistrés par Dylan et son groupe pendant les sessions de Street-Legal. The Daily Telegraph inclut deux de leurs compositions conjointes parmi les 25 meilleurs morceaux inédits de Dylan dans un article de 2010 : Coming From the Heart, « l'une des meilleures chansons d'amour de Dylan », joué une seule fois en concert par le chanteur et reprise par The Searchers, et More Than Flesh and Blood qui était censé être le premier single solo de Helena Springs. Eric Clapton en 1978 a repris leur Walk Out in the Rain et If I Don't Be There by Morning dans son l'album Backless,.
À la fin de 1979 ou au début de 1980, un conflit avec Bob Dylan amène Helena Springs à quitter la tournée. Elle poursuit sa carrière de choriste aux côtés de Bette Midler,, puis avec  les Pet Shop Boys : elle chante sur West End Girls (1984) et co-écrit avec Neil Tennant et Chris Lowe une chanson sortie sous le titre New Life comme face B du single What Have I Done to Deserve This? en 1987.
Elle est choriste sur la reprise de Dancing in the Street par David Bowie et Mick Jagger (1985) et se produit sur scène avec Bowie au Live Aid la même année,. En 1986 elle part en tournée avec Elton John.
Sous contrat avec Arista Records, elle compose les albums Helena en 1986 et New Love en 1987. La maison de disque publie également ses singles I Want You New Love, Paper Money et Be Soft With Me Tonight.
Ce dernier titre est qualifié de « ballade obsédante » par Paul Cole dans le Birmingham Evening Mail. L'Evening Post estime pour New Love que Helena Springs « semble avoir un penchant pour la soul pop à haute énergie » mais « n'a pas vraiment les chansons ». Peter Holt de The Evening Standard, estime qu'elle démontre sur Paper Money son « talent pour écrire une bonne chanson pop » et que « Black Stockings' rend Tina Turner aussi sexy que du riz au lait froid ». Pour cette même chanson, un critique loue sa«  voix plutôt profonde qui convient bien à ce single techno-pop devenu fou ».
En 1987, elle déclare que l'une de ses principales influences est Tina Turner. « Je n'ai jamais été choriste. J'ai chanté avec des gens qui m'ont permis d'être sur le devant de la scène », considère-t-elle. 
Springs a ensuite travaillé dans le cabaret et a lancé une ligne de poupées,.

## Vie privée
Helena Springs a entretenu une relation intime avec Dylan, dont elle serait la muse de la chanson New Pony (1978). En 1979, elle commence une liaison avec Robert De Niro, qui se poursuit de manière occasionnelle pendant plusieurs années. Elle épouse le directeur musical Tony Lisandrello en juillet 1984, et en divorce six ans plus tard,
L'actrice Nina Lisandrello (en) est sa fille.